# 오키사토촌
오키사토촌(息郷村)은 일본 시가현 사카타군에 설치되었던 촌이다. 현재의 마이바라시의 일부에 해당한다.